# Isole di Hochstetter
Le isole di Hochstetter (in russo: Острова Гохштеттера, ostrova Gohštetter) sono delle isole russe nell'Oceano Artico che fanno parte dell'arcipelago della Terra di Francesco Giuseppe.

## Geografia
Le isole di Hochstetter sono tre piccole isole che si trovano nella parte sud-orientale della Terra di Francesco Giuseppe; la più grande e la più orientale (chiamata in russo остров Гохштеттера Южный, ostrov Gohštettera Južnyj) è lunga circa 6,5 km e larga 4 km, la sua altezza massima è di 181 m s.l.m. La centrale e la seconda per dimensioni (oстрова Гохштеттера Средний, ostrov Gohštettera Srednij), è una piccola isola di arenaria con un'elevazine massima di 10 metri; la più occidentale (остров Альбатрос, ostrov Al'batros) è un'isoletta che si innalza per 44 m.s.l.m.
Il territorio è quasi totalmente coperto di ghiaccio; fanno eccezione poche zone costiere, con scogliere rocciose a picco sul mare. Sull'isola maggiore c'è un piccolo lago alimentato dalla calotta di ghiaccio.
Le isole si trovano tra la Terra di Wilczek a nord e l'isola di Salm a sud-ovest; lo stretto di Lavrov (пролив Лавровa) la separa dall'isola di Hall a ovest.

## Storia
Le isole sono state scoperte nel settembre 1873 dalla spedizione austro-ungarica sulla nave Tegetthoff.
Sono state così chiamate dai membri della stessa spedizione in onore della dinastia tedesca degli Hochstetter.

## Isole adiacenti
- Isola di Koldewey (Остров Кольдевея, ostrov Kol'deveja) con l'isolotto di Schönau (Остров Шёнау, ostrov Šёnau), a sud-ovest.
- Isola di Salm (Остров Сальм, ostrov Sal'm), a sud-ovest.
- Isola di Klagenfurt (Остров Клагенфурт, ostrov Klagenfurt), a nord.